# Кардиналы-выборщики на Конклаве 1758 года
| Страна                              | Количество выборщиков |
| ----------------------------------- | --------------------- |
| Итальянские государства             | 42                    |
| Испания и Священная Римская империя | 4                     |
| Франция                             | 3                     |
| Португалия                          | 2                     |

Следующие кардиналы-выборщики участвовали в Папском Конклаве 1758 года. Список кардиналов-выборщиков приводятся по географическим регионам и в алфавитном порядке.
После смерти Папы римского Бенедикта XIV 3 мая 1758 года было пятьдесят пять кардиналов. Сорок пять участвовали в Конклаве, в то время как сорок четыре присутствовали на последнем голосовании. Король Франции Людовик XV представил вето против избрания кардинала Карло Альберто Гвидобоно Кавалькини. Кардинал Карло Реццонико старший, был избран и принял имя Климент XIII.
В Священной Коллегии кардиналов присутствовали следующие кардиналы-выборщики, назначенные:
- 1 — папой Климентом XI;
- 1 — папой Иннокентием XIII;
- 1 — папой Бенедиктом XIII;
- 9 — папой Климентом XII;
- 43 — папой Бенедиктом XIV.

## Римская Курия
1. Алессандро Альбани, O.S.Io.Hieros., кардинал-протодьякон;
2. Джованни Франческо Альбани, кардинал-дьякон с титулярной диаконией Сан-Чезарео-ин-Палатио;
3. Клементе Арженвилльерс, префект Священной Конгрегации Тридентского Собора;
4. Альберико Аркинто, государственный секретарь Святого Престола, вице-канцлер Святой Римской Церкви;
5. Джованни Франческо Банкьери, апостольский легат в Ферраре;
6. Джироламо Барди, кардинал-священник с титулярной церковью Санта-Мария-дельи-Анджели-ин-Терме;[2]
7. Франческо Боргезе, кардинал-епископ Альбано;
8. Антонио Андреа Галли, Can.Reg.Lat., великий пенитенциарий, префект Священной Конгрегации Индекса;
9. Карло Альберто Гвидобоно Кавалькини, префект Священной Конгрегации по делам епископов и монашествующих;
10. Джованни Антонио Гуаданьи, O.C.D., кардинал-епископ Порто и Санта Руфина, вице-декан Коллегии кардиналов, префект Священной Конгрегации дисциплины монашествующих, генеральный викарий Рима, архипресвитер патриаршей Либерийской базилики, префект Священной Конгрегации по делам резиденций епископов;
11. Джорджо Дориа, префект Священной Конгрегации хорошего управления;
12. Козимо Империали, кардинал-священник с титулярной церковью Сан-Клементе;
13. Флавио Киджи младший, кардинал-дьякон с титулярной диаконией Сант-Анджело-ин-Пескерия;
14. Джироламо Колонна ди Шарра, камерленго;
15. Просперо Колонна ди Шарра, кардинал-дьякон с титулярной диаконией Санта-Мария-ад-Мартирес;
16. Нери Мария Корсини, секретарь Верховной Священной Конгрегации Римской и Вселенской Инквизиции, архипресвитер патриаршей Латеранской базилики, префект Верховного Трибунала Апостольской Сигнатуры Милости;
17. Федерико Марчелло Ланте Монтефельтро делла Ровере, президент территории Баньяи;
18. Карло Витторио Амедео делле Ланце, кардинал-священник с титулярной церковью Сан-Систо;
19. Джованни Баттиста Месмер, камерленго Священной Коллегии кардиналов (не участвовал в Конклаве);[1][3]
20. Агапито Моска, кардинал-дьякон с титулярной диаконией Сант-Агата-ин-Субурра;
21. Доменико Орсини д’Арагона, кардинал-дьякон с титулярной диаконией Сан-Никола-ин-Карчере;
22. Доменико Сильвио Пассионеи, библиотекарь Святой Римской Церкви, секретарь апостольских бреве, кардинал-протопресвитер;
23. Камилло Паолуччи, кардинал-священник с титулом церкви Санта-Мария-ин-Трастевере;
24. Карло Мария Сакрипанте, кардинал-епископ Фраскати;
25. Фабрицио Сербеллони, апостольский легат в Болонье;
26. Джузеппе Спинелли, кардинал-епископ Палестрины, префект Священной Конгрегации Пропаганды Веры;
27. Джованни Франческо Стоппани, апостольский легат в Романьи;
28. Генрих Бенедикт Стюарт, титулярный герцог Йоркский, архипресвитер патриаршей Ватиканской базилики, префект Священной Конгрегации фабрики святого Петра;
29. Фортунато Тамбурини, O.S.B.Cas., префект Священной Конгрегации обрядов, префект Священной Конгрегации исправления книг Восточной Церкви;
30. Лука Мелькиоре Темпи, кардинал-священник с титулом церкви Санта-Кроче-ин-Джерусалемме;
31. Луиджи Мария Торреджани, кардинал-дьякон с титулярной диаконией Санти-Вито-Модесто-э-Крешенция;
32. Хоакин Фернандес де Портокарреро, кардинал-епископ Сабины, префект Священной Конгрегации индульгенций и священных реликвий;
33. Джузеппе Мария Ферони, кардинал-священник с титулярной церковью Сан-Панкрацио;
34. Райньеро д’Эльчи[4], кардинал-епископ Остии и Веллетри, декан Коллегии кардиналов, префект Священной Конгрегации церковного иммунитета.

## Европа

### Итальянские государства
1. Даниэле Дольфин, патриарх-архиепископ Удине;
2. Карло Франческо Дурини, архиепископ-епископ Павии и Амасеи;
3. Марчелло Крешенци, архиепископ Феррары;
4. Винченцо Мальвецци Бонфьоли, архиепископ Болоньи;
5. Джакомо Одди, епископ-архиепископ Витербо и Тосканеллы;
6. Джузеппе Поццобонелли, архиепископ Милана;
7. Карло Реццонико старший, епископ Падуи (был избран папой римским и выбрал имя Климент XIII);
8. Джамбаттиста Роэро ди Пралормо, архиепископ Турина;
9. Антонио Серсале, архиепископ Неаполя.

### Франция
1. Поль д’Альбер де Люин, архиепископ Санса;
2. Этьен-Рене Потье де Жевр, епископ Бове;
3. Никола-Шарль де Со-Таванн, архиепископ Руана (не участвовал в Конклаве)[1].

### Священная Римская империя
1. Иоганн Теодор Баварский, князь-епископ Льежа, апостольский администратор Фрайзинга и Регенсбурга (не участвовал в Конклаве)[1];
2. Йозеф Доминикус фон Ламберг, князь-епископ Пассау (не участвовал в Конклаве)[1];
3. Франц Конрад Казимир Игнац фон Родт, епископ Констанца;
4. Тома Филипп Вальра д’Энен-Льетар д’Эльзас-Буссю де Шиме, архиепископ Мехелена (не участвовал в Конклаве)[1].

### Испания
1. Альваро Эухенио Мендоса Кааманьо-и-Сотомайор, патриарх Западной Индии (не участвовал в Конклаве)[1];
2. Франсиско де Солис Фольк де Кардона, архиепископ Севильи (не участвовал в Конклаве)[1];
3. Луис Антонио Фернандес де Кордоба, архиепископ Толедо (не участвовал в Конклаве)[1].

### Португалия
1. Жозе Мануэл да Камара де Аталая, патриарх Лиссабона (не участвовал в Конклаве)[1][5];
2. Франсишку де Салданья да Гама, кардинал-дьякон (не участвовал в Конклаве)[1].